# 中辰哉
中 辰哉（なか たつや、1976年〈昭和51年〉6月17日 - ）は、日本の政治家、マジシャン、ボディメンター。現在は、れいわ新選組京都市左京区政策委員、株式会社一期一会プロモーション代表取締役。

## 来歴
京都府京都市出身。京都学園高等学校、1999年駒澤大学法学部政治学科卒業。大学卒業後、テンヨーのマジックディーラーとして、新宿の髙島屋で実演販売員としてマジックショップをフルコミッションで経営する。前代未聞の売り上げを達成し、テレビや雑誌で紹介されテンヨー「社長賞」を受賞する。その頃にマギー審司に「デカ耳」を伝授した。
その後、つんく♂に出会い、本人の前でつんく♂のモノマネをしながらマジックを披露し気に入られスカウトされ「つんく♂ファミリー」の一員として芸能界デビュー。
その間つんく♂の付き人も経験する。その経験を生かし家業の呉服屋および結婚相談所とマジックのプロダクションを融合させ株式会社一期一会プロモーションを設立する。「なか。たつや」として、マジシャンを、他にイベント企画、結婚相談、コミュニケーションコンサルティング等を手がけている。
ボクシングと武道で学んだ食事、運動、睡眠の極意をもとに、理想のボディへと導く独自メソッド「ボディメンター」を考案。日本ボディメンター協会会長。
婚活の学校ラブコネクト学長、一般社団法人日本いい夫婦協会代表理事、感動マジックプロモーション代表マジックプロデューサー。心氣流武術アカデミー主催。
2020年11月4日、『中たつや』名義で次期衆議院議員総選挙の京都2区のれいわ新選組公認候補予定者になったと発表した。2021年10月31日、第49回衆議院議員総選挙では、得票率4.90%と供託金没収の4位で落選。

## 人物
- 高校2年生の時ボクシングに出会い、始めて1年でインターハイに出場し3位に入賞する。その後、駒澤大学に特待生として入学。
- 駒澤大学ボクシング部50代目の主将として部のリーグ戦に貢献[5]。
- プロボクサーを目指すも、上京後すぐダンプカーにはねられて3日間意識不明の重体に。主治医に「あなたはもうボクシングはできない」と通告された[6]。
- ボクシング選手生命を絶たれた時、看病していた母親から1冊のマジックの本を渡される。練習を重ね病室で見舞いの友人、入院患者、医師、看護師にマジックを披露。人が喜んでくれる感動を味わい、マジシャンとして第2の人生を歩むことを決める[7]。
- マジシャンになるために、マジック道具の実演販売会社の門を叩きフルコミッションの販売を7年間経験。開始時期からの売上比 613倍という数字を叩きだす。
- 2004年に兄が過労などで摂食障害になり自殺、自身はカウンセラーになった[8]。

## 著書
- 「マジシャンが教える心を誘導する技術」ディスカヴァー・トゥエンティワン 2012.6.

## DVD
- 「なか。たつや」DVDシリーズ
- 「呑み屋でモテマジック」
- 「家庭円満マジック」
- 「サラリーマン出世マジック」

ポッドキャスト「かりゆしたつやのドリームコンサル」

### 関連商品
- ゴマす〜りすり
- 鼻た〜かだか

## 主な出演

### テレビ番組
NHK
- きよしとこの夜
- お元気ですか日本列島
- もっともっと関西2!（NHK大阪）

日本テレビ系列
- 浜ちゃんと!（読売テレビ）
- エンタの神様（日本テレビ）
- ズームイン!!SUPER（日本テレビ）
- ニューススクランブル（読売テレビ）
- NNNきょうの出来事（日本テレビ）
- メレンゲの気持ち（日本テレビ）

TBS系列
- ブロードキャスター（TBS）
- （特）情報とってもインサイト（TBS）
- はなまるマーケット（TBS）
- 知っとこ!（毎日放送）
- ジャスト「お助け大作戦」（TBS）
- っちゅ〜ねん!（毎日放送）

フジテレビ
- あっぱれ!!さんま新教授
- VSマジック
- ココリコミラクルタイプ
- めざましどようび
- F2-X
- めざまし天気

テレビ朝日
- 7人の女弁護士 第9話
- 『ぷっ』すま
- やぐちひとり
- 新春ワイドショーSP速報!!
- スーパーJチャンネル

テレビ東京
- ワールドビジネスサテライト
- ハロモニ
- ロンブーの怪傑!トリックスター
- 田渕岩夫の得ダネ!てれび（KBS京都）

その他
- Harajukuロンチャーズ（BS朝日）
- 東京金歯（BSフジ）
- マジック維新・プロジェクトM（BSフジ）
- TOKYOモーニングサプリ（TOKYO MX）
- Indies A-Go-Go（TOKYO MX）
- ハイパーGTステーション（キッズステーション）
- つんく♂tv
- ヨシモト∞
- 辻よしなりラジオグラフィティ（文化放送）
- 嘉陽愛子のCome Together（スターデジオ）

### 雑誌・新聞
- PATi PATi
- フロム・エー
- 週刊プレイボーイ
- 日経トレンディ
- Men's SPIDER
- 週刊大衆
- まんがくらぶ
- ViViグラマラス
- 毎日新聞
- 朝日新聞

### 舞台
- 私立だるまセブン
- どんずまり。。。 - 赤星ジン役
- つんくシアター
- よゐこ子供祭り
- ハロプロオンステージ 魔法のトランプ物語
- 熱っちぃ地球を冷ますんだぁ!文化祭2005? in横浜